# Leptocerus madhyamika
Leptocerus madhyamika är en nattsländeart som först beskrevs av Schmid 1961.  Leptocerus madhyamika ingår i släktet Leptocerus och familjen långhornssländor. Inga underarter finns listade i Catalogue of Life.